# Sudogda (fiume)
La Sudogda (in russo Судогда?) è un fiume della Russia europea, affluente di destra della Kljaz'ma (bacino del Volga). Scorre nell'Oblast' di Vladimir. 

## Descrizione
Il fiume si forma vicino al villaggio di Lazarevka (distretto di Gus'-Chrustal'nyj). La corrente del fiume è piatta e scorre fra boschi generalmente in direzione nord. Soprattutto nella parte alta scorre fra prati e le sponde sono paludose. Sfocia nel fiume Kjaz'ma a 275 km dalla sua foce, vicino al villaggio di Spas-Kupališče (distretto di  Sudogodskij). Il fiume ha una lunghezza di 116 km. L'area del suo bacino è di 1 900 km². Lungo il suo corso c'è la città di Sudogda e il villaggio di Lavrovo. L'affluente maggiore è la Vojninga (lungo 55 km) proveniente dalla sinistra idrografica.